# Saetabis
Saetabis (łac. Dioecesis Sitabensis) – stolica historycznej diecezji w Hiszpanii, istniejącej w pierwszych wiekach. 
Współczesne miasto Xàtiva we wspólnocie autonomicznej Walencji. Obecnie katolickie biskupstwo tytularne ustanowione w 1969 przez papieża Pawła VI.

## Biskupi tytularni
| Lp. | Biskup                | Funkcja                                    | Od                   | Do              |
| --- | --------------------- | ------------------------------------------ | -------------------- | --------------- |
| 1   | Paul Pierre Pinier    | biskup Konstantyny (Algieria)              | 31 stycznia 1970     | 5 stycznia 1971 |
| 2   | László Kádár          | biskup pomocniczy Veszprém (Węgry)         | 8 lutego 1972        | 7 stycznia 1975 |
| 3   | Antônio Celso Queiroz | biskup pomocniczy São Paulo (Brazylia)     | 10 października 1975 | 9 lutego 2000   |
| 4   | Joaquín Sucunza       | biskup pomocniczy Buenos Aires (Argentyna) | 22 lipca 2000        |                 |